# ダルメイン邸

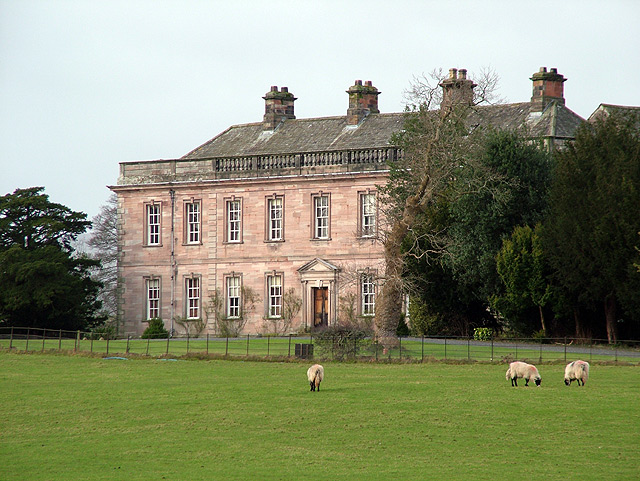
ダルメイン邸の正面ファサード

ダルメイン邸(Dalemain)は、 イギリス、カンブリア州のペンリスの南西約 8 マイルにあるカントリー・ハウスである。グレード I指定建造物である。ダルメイン邸は、湖水地方のユネスコ世界遺産の一部になっている。

## 歴史
サクソン時代にダルメインに集落があったという証拠がある。ここでは、カンバーランドとウェストモーランドの境界であるイーモント川が渡河可能だったが、谷のこの地点では、ダルメイン邸周辺で最悪の天候が発生することが多いため、川は保護されている。ヘンリー 2 世の治世中にピールタワーがその場所に建てられた。 旧広間の歴史は、12世紀まで遡り、16世紀にウィングが建設された。
1679 年、アン・クリフォード夫人の管理人だったエドワード・ヘーゼル卿が ダルメインを購入し、それ以来家族が所有し続けている。彼の購入時に、家は大階段を含めて大幅に改修された。
農場は近代化され、テラスの下に擁壁が建てられた。印象的なジョージア様式の正面玄関は 1744 年に息子によって完成され、中央の中庭(courtyard)内に古い家を囲むように建てられた。これらの客室は、新古典主義の特徴を備えたエレガントで対称的なデザインに従っている。新しい正面玄関には片持ち梁の(cantilevered)階段がある。庭園のファサードも新しい正面玄関に合わせて 1748 年に建て直された。
それ以降、大きな変更はない。中庭は、防衛上の理由から建てられた中世の集落から何世紀にもわたって進化し、元のピールタワーのすぐ周囲を取り囲み、今日あるような農場の建物に至っている。中庭の上には鹿の囲い場があり、何百年も変わらないダマジカの群れが生息している。
庭園には、ガーデニングのさまざまな流行が反映されている。これにはエリザベス朝のノット・ガーデンも含まれている。
周囲の手入れの行き届いた緑地からはハイフェルズ、草の生い茂るテラス、そして庭師ウィリアム・ロビンソンの作品から描かれた野生の庭園の素晴らしい景色を眺めることができる。ここは、植物の品種の驚くべき広さと深さを備えた植物園で非常に優れたバラのコレクション、生育のいろんな段階の林檎の木、1840年代に植物学者のジョセフ・バンクスから贈られた、英国最大の胴回りをもつ壮大なトドマツ(アビス・セファロニカ)やヒマラヤの青いケシ(Meconopsis grandis Dalemain)がある。
春には、スノードロップ、トリカブト、そしてその後は水仙の絨毯が広がる。しかし、ここはファンタジーの庭でもある。
刈り込み装飾のドラゴンや眠れる大地の巨人もいる。あるいは、明るいフォーマル・ガーデンから扉を開けると、ブナの木々が緑を茂らせるロブの森がある。ダルメイン邸は、 2013 年に歴史的住宅協会とクリスティーズが主催するガーデン・オブ ザ・イヤー賞を受賞している。
作家で文芸評論家のエリザベス・ジュリア・ハッセルがそこに住んでいた。エヴァ・ヘーゼルは1886 年にここで生まれた。両親はフランシス・モード (フラッド生まれ) とジョン・エドワード・ヘーゼル JP DL で、彼女はダルメイン邸で育った。彼女は宣教師としてカナダへ行き、教会と大英帝国の強力な支持者となった。

## ワールド・オリジナル・マーマレード・アワードおよびフェスティバル
ワールド・オリジナルマーマレードアワード・アンド・フェスティバルは、2005年に開始され、毎年3月にダルメイン邸で開催されている。これは、画期的なグルメ・イベントとなっている。台湾、日本、オーストラリア、レバノンなど、世界中から参加者が集まっている。このイベントは、地元の慈善団体ホスピス・アット・ホーム・カーライルとノース・レイクランド、そして英国内外の緩和ケアのために、長年にわたって約25万ポンドを集めてきた。
2019年5月、世界的な姉妹祭典である日本マーマレードアワード＆フェスティバルが、日本の柑橘類生産の中心地である愛媛県八幡浜市で開催された。